# Operação 40
A Operação 40 (Operation 40) foi uma ação clandestina conduzida e financiada pela Central Intelligence Agency (CIA), a agência de inteligência dos Estados Unidos. Aconteceu no começo da década de 60 durante a Guerra Fria e transcorreu tanto em solo americano como em algumas ilhas do Caribe (principalmente Cuba), América Central e México. A operação foi aprovada pelo Presidente Dwight D. Eisenhower em março de 1960, logo após a Revolução Cubana de 1959. A supervisão ficou a cargo do vice de Eisenhower, Richard Nixon. Entre os agentes que participaram da operação estavam Frank Sturgis (que mais tarde seria implicado no Caso Watergate), Felix Rodriguez (um oficial da CIA envolvido na ação que matou Che Guevara), Luis Posada Carriles (considerado um terrorista nos Estados Unidos e em Cuba, ele era procurado também governo da Venezuela por sua participação no atentado a bomba que derrubou o voo 455 de Cuba em 1976), Orlando Bosch (fundador do grupo Coordenação das Organizações Revolucionárias Unidas, que participaria do assassinato do ex ministro chileno Orlando Letelier em 1976), Rafael 'Chi Chi' Quintero, Virgilio Paz Romero, Pedro Luis Diaz Lanz, Bernard Barker, Porter Goss e Barry Seal.
Em Cuba, foram encarregados de realizar atos de sabotagem e até mesmo assassinatos para tentar enfraquecer o governo comunista da ilha. Em abril de 1961, teve uma participação direta na fracassada Invasão da Baía dos Porcos, que visava derrubar Fidel Castro do poder.
A operação, em seu auge em 1961, chegou a ter 86 empregados, incluindo 37 agentes.[carece de fontes?]